# Pauktaw
Pauktaw (birmano: ပေါက်တောမြို့) es una localidad del Estado Rakáin, en el oeste de Birmania. Dentro del estado, Pauktaw es la capital del municipio homónimo en el distrito de Sittwe.
En 1999, la localidad tenía una población de 14 094 habitantes.
Fue fundada como un asentamiento agrícola en 1787, tres años después del derrocamiento de la monarquía de Rakáin. Tras la anexión de la zona a la Birmania británica en 1824, se desarrolló a lo largo del siglo XIX como un puerto marítimo. Desde 1890 es capital municipal. La economía local se basa en el cultivo del arroz.
Se ubica en la costa de una isla fluvial del delta del río Kaladan, unos 20 km al este de la capital estatal Sittwe, con la cual está conectada únicamente por vía marítima. Unos 30 km al noreste se encuentra Minbya, con la cual está conectada por carretera a través de puentes.